# Gemert-Bakel
Gemert-Bakel es un municipio de la provincia de Brabante Septentrional en los Países Bajos, en la región natural de Peel. El 30 de abril de 2017 contaba con una población de 30.109 habitantes, sobre una superficie de 123,34 km², de los que 0,81 km² corresponden a la superficie cubierta por el agua, con una densidad de 246 h/km².  
El municipio se creó con la reordenación municipal de Brabante Septentrional el 1 de enero de 1997 por la fusión de los antiguos municipios de Gemert y Bakel en Milheeze. Forman el municipio Bakel, De Mortel, De Rips, Elsendorp, Gemert, Handel y Milheeze. Las oficinas municipales se reparten entre Bakel y Gemert.

## Galería de imágenes

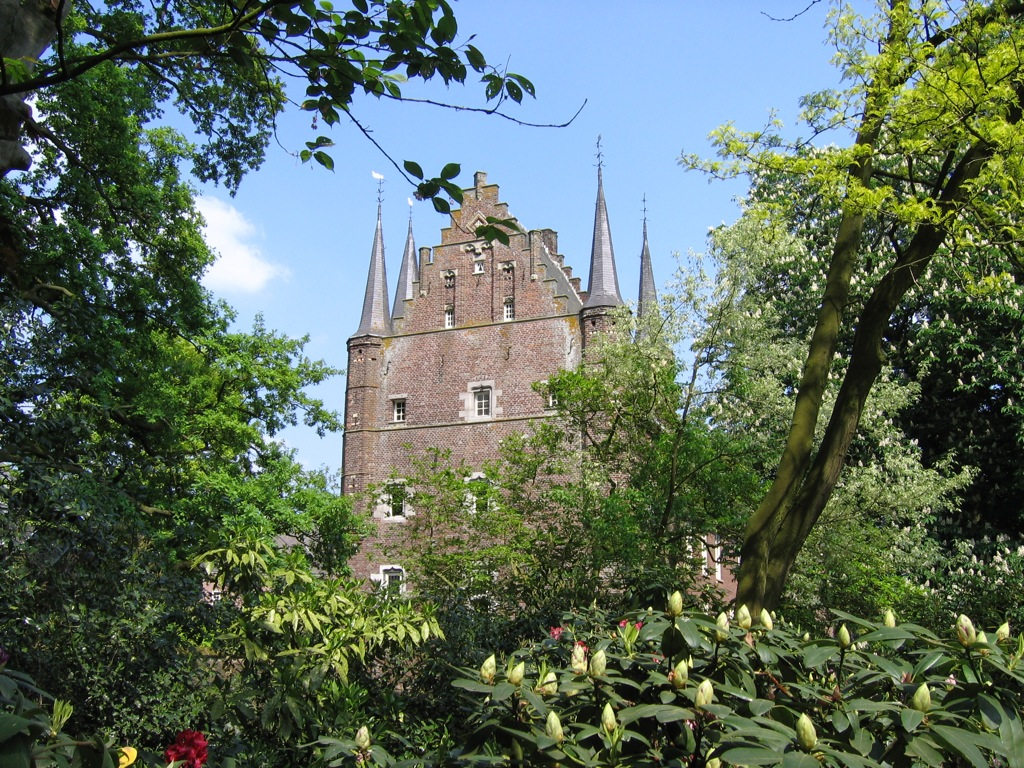
Gemert: Castillo. Construcción de 1740 en estilo clasicista sobre una construcción anterior.
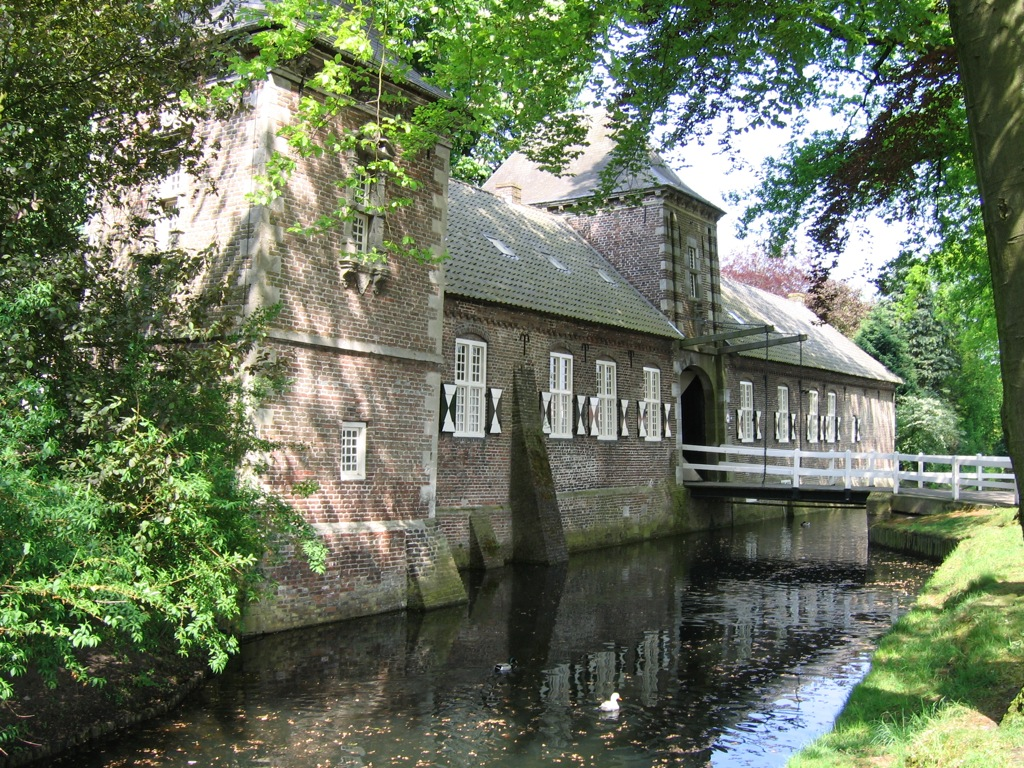
Gemert: Castillo
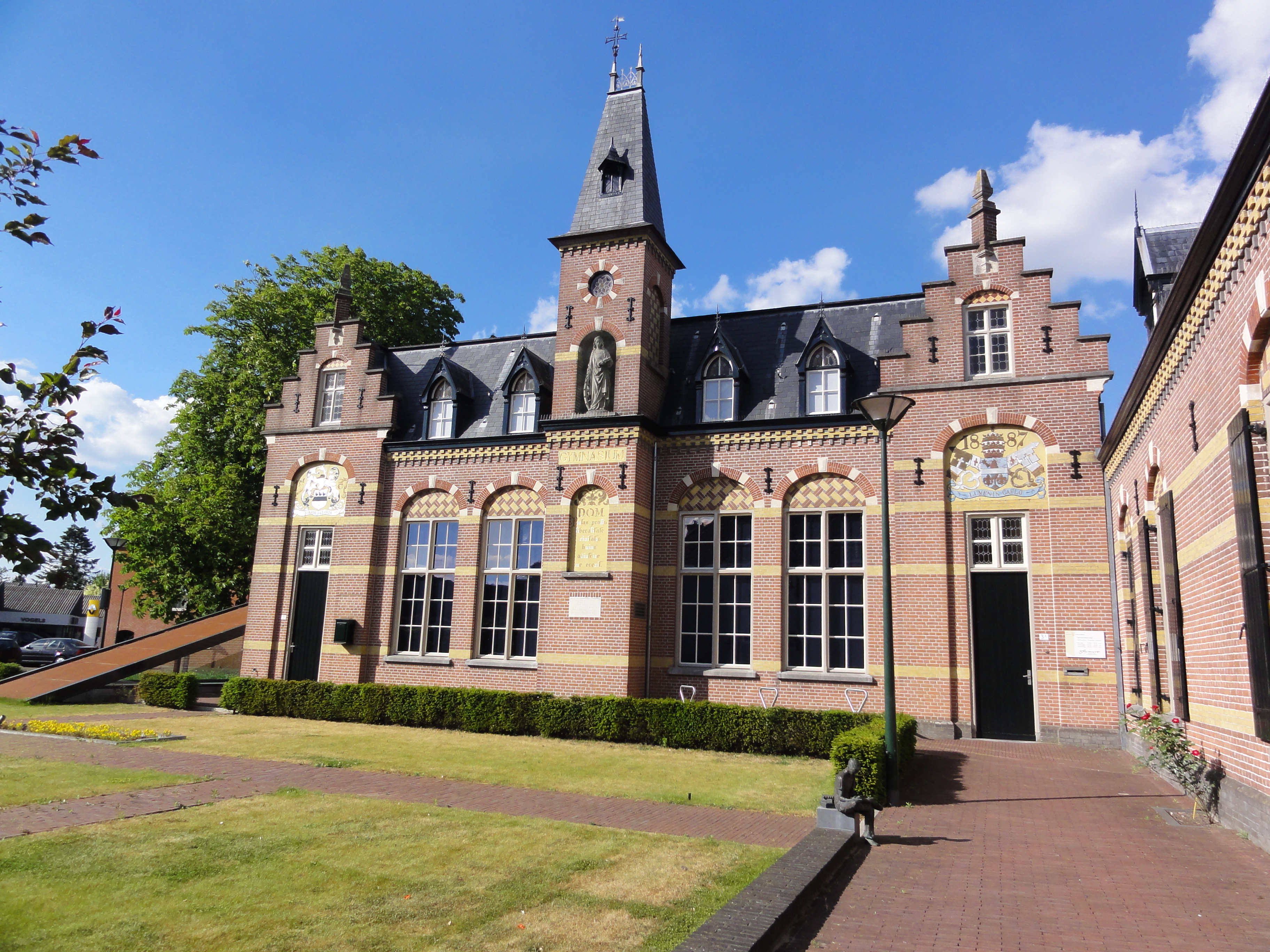
Gemert: Latijnse school, escuela secundaria, ahora archivo.
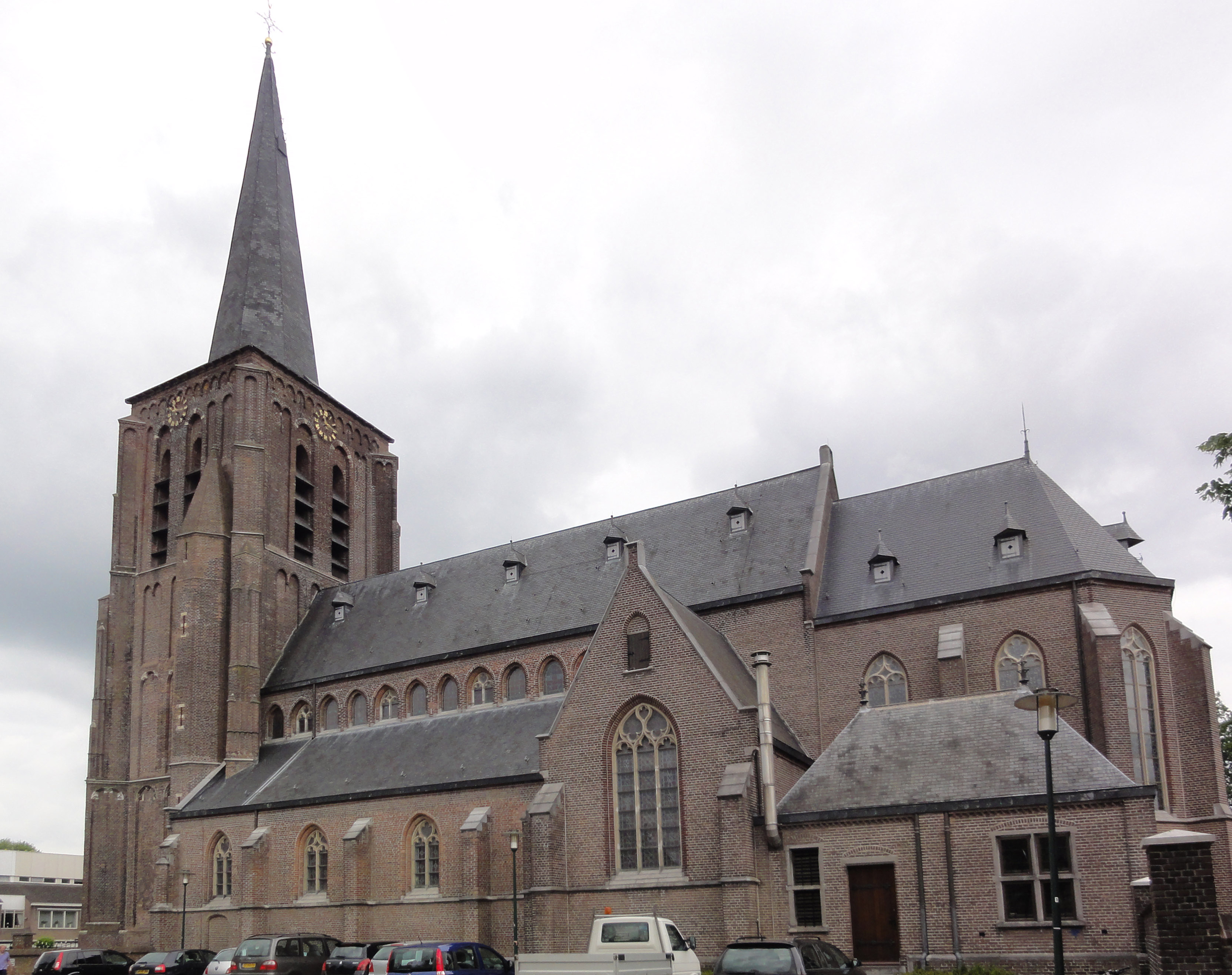
Bakel, la iglesia: Sint Willibrorduskerk
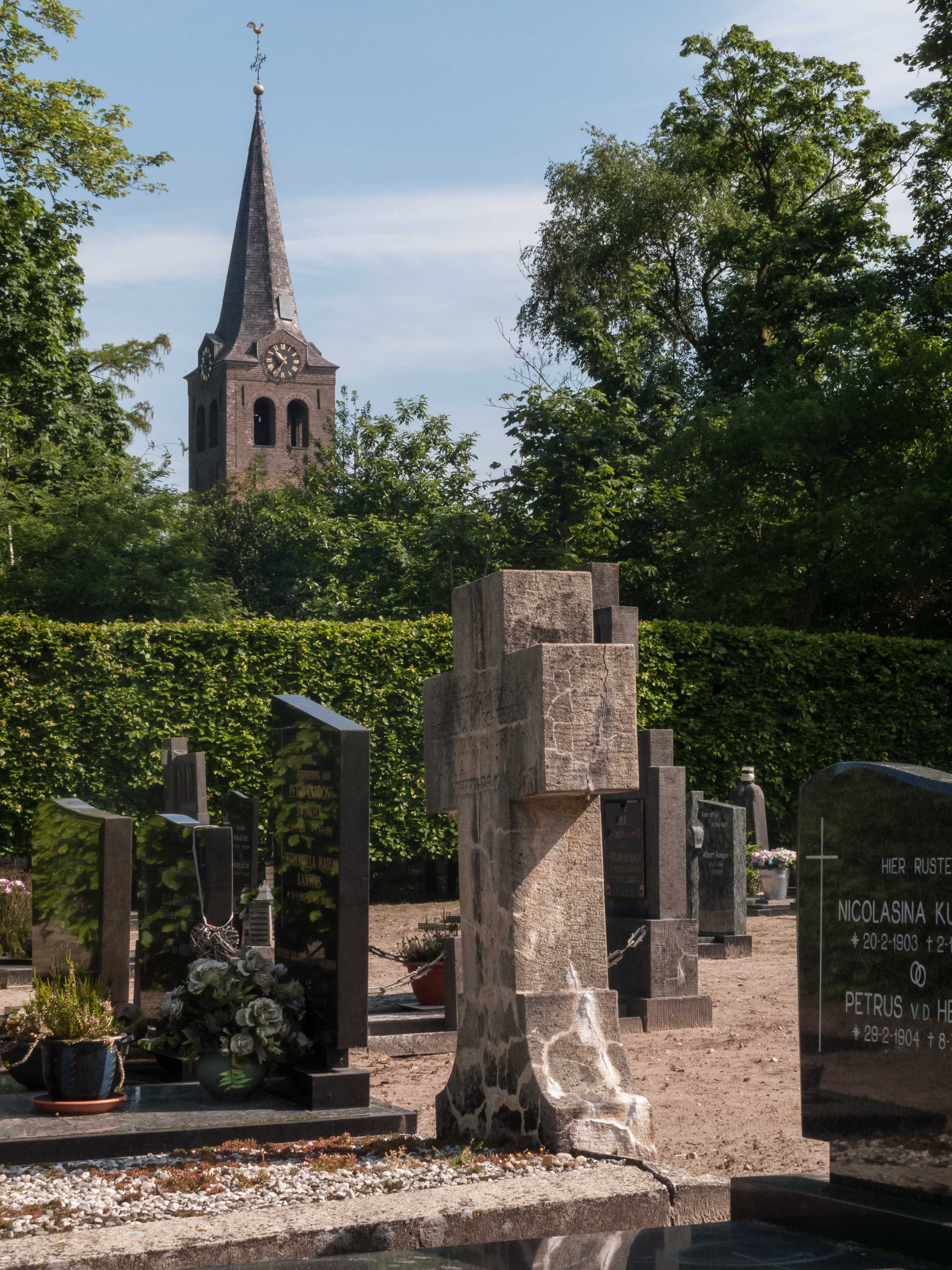
Milheeze, la iglesia: Sint Willibrorduskerk
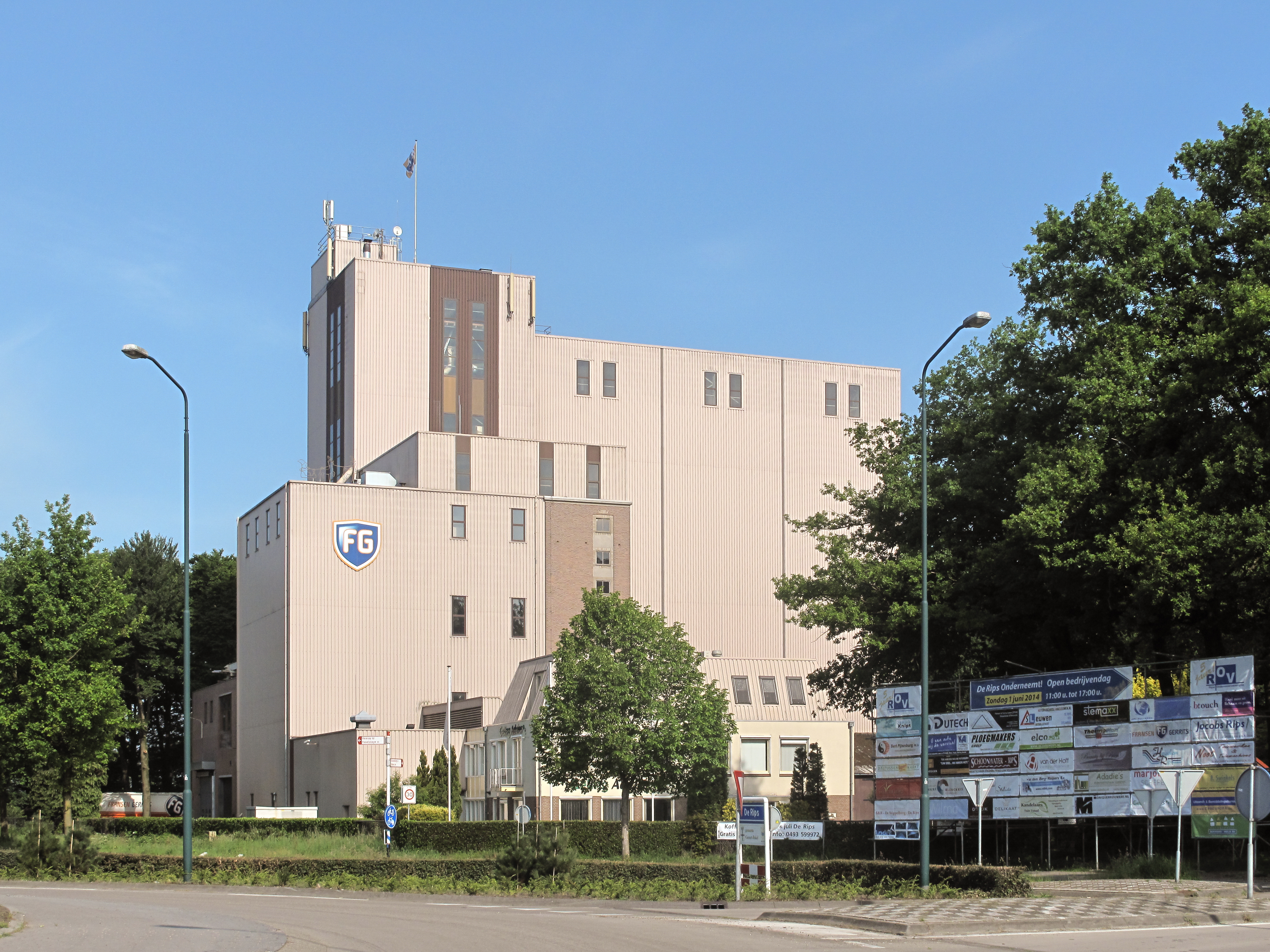
De Rips, el edificio comercial: Fransen Gerris